# Beyond the Sea (album)
Pour les articles homonymes, voir Beyond the Sea.
Albums de Dark Moor
Dark Moor
(2003) Tarot
(2007)
Beyond the Sea est le cinquième album studio du groupe espagnol de power metal Dark Moor, sorti en 2005.

## Description
Dark Moor entre au New Sin Studio, à Venise, Italie, pour enregistrer l'album à l'été 2004.
Beyond the Sea sort au début de 2005 au label Arise Records, avec lequel le groupe se séparera peu de temps après. L'album est bien accueilli par l'ensemble de la presse spécialisée internationale,,,,.

## Liste des titres
1. Before the Duel - 3:50
2. Miracles - 6:12
3. Houdini´s Great Escapade - 4:59
4. Through the Gates of the Silver Key - 0:52
5. The Silver Key - 6:15
6. Green Eyes - 4:36
7. Going on - 4:41
8. Beyond the Sea - 3:57
9. Iulius Caesar (Interlude) - 2:23
10. Alea Jacta - 5:01
11. (Bonus Track) Vivaldi´s Winter - 7:40

## Composition du groupe
- Alfred Romero — chant
- Enrik Garcia — guitare
- Daniel Fernandez — basse
- Andy C. — batterie, piano